# Pogrom in Tracia del 1934
I pogrom in Tracia del 1934 (in turco Trakya Olayları, "Incidenti della Tracia" o "Eventi della Tracia", in sefardí: Furtuna/La Furtuna, "Tempesta") furono una serie di attacchi violenti contro i cittadini ebrei in Turchia nel giugno e luglio 1934 nella regione della Tracia.
Secondo Corry Guttstadt, un "fattore cruciale" dietro gli eventi fu la Legge sul Reinsediamento del 1934 approvata dall'Assemblea turca il 14 giugno 1934.

## Storia

### Origine dei disordini
Secondo alcuni storici gli atti furono avviati dagli articoli scritti dal leader panturchista Cevat Rıfat Atilhan sulla rivista Millî inkılâp  (Rivoluzione nazionale) e da Nihâl Atsız, sulla rivista Orhun. Atsız era noto per essere un simpatizzante della dottrina razzista nazista. Nei suoi scritti antisemiti, affermava che gli ebrei non si integravano nella cultura turca e che monopolizzavano alcuni servizi.
Di fronte a questo tipo di articoli antisemiti, una delegazione ebraica presentò il 23 maggio 1934 una petizione al Primo Ministro İsmet İnönü chiedendo un aiuto. Due giorni dopo, la petizione fu trasferita dalla Presidenza del Consiglio dei Ministri al Ministero dell'Interno, e poi alla Direzione Generale della Sicurezza e al Ministero della Giustizia. I documenti finirono per essere bloccati dalla burocrazia.
Il 14 giugno il parlamento turco adottò la Legge 2510 sul Reinsediamento che imponeva di parlare solo il turco. Questa legge prendeva di mira, tra gli altri, gli ebrei, molti dei quali erano di origine sefardìta, fuggiti dall'Inquisizione spagnola cinque secoli prima, e che mantenevano la lingua giudeo-spagnola, un misto di castigliano antico ed ebraico. L'articolo 9 della legge mirava anche ad espellere tutte le minoranze non turche dalle zone di confine come la Tracia. Gli eventi che precedettero il pogrom iniziarono a Çanakkale nella seconda metà di giugno 1934, dove gli ebrei ricevettero lettere minatorie non firmate che dicevano loro di lasciare la città.
È certo che la propaganda incitante la popolazione musulmana della Tracia contro gli ebrei, li portò a boicottare i negozi ebraici, ma i veri autori delle violenze furono i membri del ramo locale del Partito Popolare Repubblicano (Cumhuriyet Halk Partisi) di Atatürk.

Secondo Bayraktar, l'ispettore generale della Tracia, Ibrahim Tali Öngören, noto come Ittihadista durante la prima guerra mondiale, svolse un ruolo fondamentale nell'orchestrare il pogrom del 1934. Tali fece un tour completo delle città e dei villaggi della Tracia tra il 6 maggio e il 7 giugno 1934 , e scrisse il 16 giugno 1934, un rapporto di 90 pagine che copriva la maggior parte degli stereotipi antisemiti:
Le descrizioni di Tali sono sicuramente esagerate e conformi agli stereotipi antisemiti. Non esita ad attribuire agli ebrei comportamenti e caratteristiche negative, come il tradimento, il nascondere le loro reali intenzioni, l'adorazione dell'oro, l'essere importuni, l'essere affamati di potere e, soprattutto, non essere fedeli alla Turchia.»
Nel suo rapporto Tali scrive testualmente:

### Pogrom

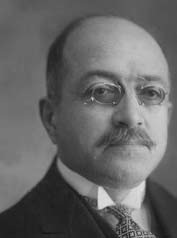
Ibrahim Tali Öngören, Ispettore generale della Tracia

Il 21 giugno 1934, a Çanakkale, iniziarono le prime manifestazioni che sfociarono in una campagna antisemita che coinvolse il boicottaggio economico e le aggressioni verbali, nonché la violenza fisica contro gli ebrei residenti nelle diverse province della Tracia. I pogrom si verificarono a Tekirdağ, Edirne, Kırklareli e Çanakkale e furono motivati dall'antisemitismo. Gli uomini vennero picchiati e diverse donne violentate, i negozi e le case furono saccheggiati.
Gli atti vandalici coinvolsero le case e i negozi ebraici. Al culmine della violenza, secondo quanto riferito, un rabbino fu fatto sfilare nudo per strada mentre la figlia veniva violentata. I disordini durarono fino al 4 luglio. Nel tentativo di proteggere gli ebrei, un caporale della gendarmeria fu ucciso dai rivoltosi.
Dopo un ritardo di diversi giorni, il governo turco reagì finalmente, dando l'ordine alle autorità locali di porre fine ai disordini e inviando le truppe nelle regioni coinvolte.
ll governo di Mustafa Kemal non riuscì a fermare il pogrom. Nel contesto della "Legge sul Reinsediamento", i diplomatici stranieri dell'epoca videro il governo come un implicito sostenitore del pogrom della Tracia al fine di facilitare il trasferimento della popolazione ebraica. Il quotidiano israeliano Haaretz riferisce che, secondo lo storico Corry Guttstadt, "le autorità turche avevano apparentemente optato per la strategia di mettere gli ebrei sotto tale pressione con attività di boicottaggio e di minacce anonime 'dalla popolazione' e che avrebbero lasciato l'area 'volontariamente'". Inoltre, secondo lo storico Rifat Bali, l'incitamento contro gli ebrei all'epoca era comune sulla stampa e ciò contribuì alla violenza.
Secondo lo storico turco Zafer Toprak, sebbene la Legge sul Reinsediamento potesse aver effettivamente provocato lo scoppio degli incidenti, le autorità nazionali non si schierarono con gli aggressori ma intervennero immediatamente negli incidenti. Dopo il ripristino dell'ordine, i governatori e i sindaci delle province coinvolte furono rimossi dai loro incarichi.

### Conseguenze dei disordini
Sebbene la cifra esatta non sia nota, si stima che su un totale di 15000-20000 ebrei che vivevano nella regione, più della metà sia fuggita a Istanbul durante e dopo gli incidenti. Secondo Guttstadt oltre 15000 cittadini ebrei della Turchia dovettero fuggire dalla regione.
Diversi altri incidenti razzisti contro gli ebrei erano già avvenuti in passato in Turchia, e si riprodurranno in seguito, ma quelli del 1934 furono i primi pogrom che si verificarono sotto la repubblica.
Le massicce partenze degli ebrei dalla Turchia si verificheranno ancora durante la seconda guerra mondiale, a causa della tassa sulla proprietà, la Varlık Vergisi, una tassa bellica che riguardava solo i non musulmani, sia ebrei che cristiani, e infine nel 1947, con la fondazione dello Stato di Israele.